# Rubos Árpád
Rubos Árpád, Hruboss Árpád János György (Dédes, 1869. április 25. – Kassa, 1918. március 28.) színész.

## Életútja
Hruboss Mátyás postamester és Zöldy Janka fia. Iskoláit Egerben és Késmárkon végezte, majd Egerben jogot hallgatott és szerkesztője volt az Eger és Vidéke című lapnak. 1891. május 1-én lépett a színipályára Veszprémi Jenőnél, játszott Marcaliban, Győrött, Kassán, Sopronban, Szombathelyen, Debrecenben, azután Aradon. 1902-ben rendező lett a Magyar Színházban Leszkay András igazgatása alatt, onnan Kolozsvárra hívták. Felesége Serfőzy Zseni színésznő volt, akivel 1898. október 8-án kötött házasságot Debrecenben. Mint a kassai 34. gyalogezred zászlósa hunyt el.